# Daniela Santanchè
Daniela Santanchè (n. 7 aprilie 1961, Cuneo, Piemont, Italia) este o politiciană italiană.